# Kent (Ohio)
Kent è una città degli Stati Uniti d'America, situata nello Stato dell'Ohio, nella contea di Portage. La località si trova lungo la riva del fiume Cuyahoga, nel nord-est dello Stato. Inoltre è considerata facente parte dell'area metropolitana di Akron.